# 刺客教條III：自由使命
《刺客教條III：自由使命》是一款由育碧軟件開發並發行的一款第三人稱歷史奇幻類遊戲，為刺客教條系列作品。本作於2012年E3遊戲展索尼發佈會上首次公布，屬PlayStation Vita獨佔遊戲。屬於《刺客教條III》的衍生作品，具連動關係。作品其後於2014發佈HD高清版，PlayStation 3、Xbox 360以及Microsoft Windows玩家可分別透過PlayStation Network、Xbox Live Arcade和Steam購入。
遊戲時間軸設定在英法美洲殖民地戰爭的1765年至美國獨立戰爭中段的1780年。西班牙從戰敗國法國掠得路易斯安那地區，而該地已有大量法國移民在住。本作主角，法非混血後裔刺客艾芙琳·德·格朗普雷（Aveline de Grandpré），為刺客教條系列作品首次採用玩家可操作的女性角色。她將於1759年加入紐奧良的刺客教團，潛伏於陷入危機的新奧爾良為地區自由而奮戰。

## 背景設定
本作的故事，是從法國與英國為了爭奪北美原住民領土而爆發的七年戰爭（公元1756～1763）之後開始的。背景設定在1765-1780年的新奧爾良。從另一個角度審視七年戰爭——從一個不屬於十三殖民地的另一個新大陸殖民地的角度。
在上述的戰爭經過數年後，新奧爾良城的控制權最終落入了西班牙手中，西班牙並進一步利用新奧爾良作為運送歐洲物資到殖民地內陸的港口，法國和英國都從這裡轉運他們送往北美東部的物資，三方勢力都在新奧爾良激烈爭奪。於是，新奧爾良作為密西西比河的入海口，與其周邊的地域自然而然的發展成了富裕的歐洲人的聚集地，逐漸形成一個以奴隸貿易為經濟活動中心的社會。

## 遊戲劇情
1765年，在北方美國民族獨立意識正在默默升溫，西班牙的軍隊企圖接管南方的路易斯安那州，並佔領了新奧爾良，但他們還沒有遇到艾芙琳——一個致命的刺客，利用她的暗殺技巧，使用武器、或者布下陷阱消滅他的敵人，在敵人心中種下恐懼。
作為一個刺客，艾芙琳很快就會發現自己將會進行一次難忘的旅程，從新奧爾良擁擠的街頭，到鬧鬼的沼澤和古老的瑪雅遺跡。她將在動蕩的新奧爾良革命和一個新國家的開始起到了舉足輕重的作用。她的戰鬥不是為了自己，而是為了那些生活與希望被碾碎的人們。

## 遊戲發行
《刺客教條III：自由使命》與《刺客教條III》同步於2012年10月3日上市，並有推出同捆包。遊戲在日本以「刺客教條III：自由女俠」（Assassin's Creed III: Lady Liberty）的名義推出。
遊戲在2013年9月10日宣佈會高清化以《刺客教條III：自由使命 HD》於2014年推出，PlayStation 3、Xbox 360以及Microsoft Windows玩家可分別透過PlayStation Network、Xbox Live Arcade和Steam取得遊戲。高清版除了將遊戲界面、音效、AI和臉部表情提升之外，還增加了全新任務以及移除於PSVita觸控螢幕專用的任務。PS3版本於2014年1月14日在北美上市、1月15日在歐洲上市。Xbox 360及Microsoft Windows則同於2014年1月15日全球同步上市。